# Eric Holder
Eric Himpton Holder, Jr. (21 de janeiro de 1951) é um jurista americano. Ele foi o 82º procurador-geral dos Estados Unidos, e o primeiro afro-americano a ocupar o cargo. Foi nomeado por Barack Obama.
Holder nasceu no bairro de Queens, em Nova Iorque, numa família de ascendência barbadiana. Ele estudou em escolas públicas até os dez anos de idade, e foi escolhido para um programa de apoio a crianças com grande inteligência ao entrar na quarta série. Ele completou o bacharelado em História Americana na Universidade de Colúmbia, e obteve um doutorado na área jurídica na Faculdade de Direito de Columbia.
Holder trabalhou na campanha de Barack Obama, e foi escolhido pelo presidente-eleito para o cargo de procurador-geral. Sob sua chefia, o Departamento de Justiça combateu as práticas de interrogatório adotadas no governo de George W. Bush que, segundo Holder, constituem tortura, como o afogamento simulado. Eric Holder também se pronunciou favoravelmente ao fechamento da base de Guantánamo e trabalhou para que suspeitos de terrorismo detidos por soldados americanos no exterior sejam julgados por cortes penais comuns, em lugar de tribunais militares.
Em setembro de 2014 ele anunciou que iria renunciar ao posto de procurador-geral. Ele foi sucedido por Loretta Lynch, de Nova Iorque.